# Иматтокикэ
Иматтокикэ (устар. Има-Ту-Кыке) — река в России, протекает по территории Красноселькупского район Ямало-Ненецкого автономного округа. Устье реки находится в 109 км по левому берегу реки Щипалькы. Длина реки составляет 19 км.

## Данные водного реестра
По данным государственного водного реестра России относится к Нижнеобскому бассейновому округу, водохозяйственный участок реки — Таз. Речной бассейн реки — Таз.
Код объекта в государственном водном реестре — 15050000112115300068384.